# Andreas Baum
Andreas Baum (nacido el 5 de julio de 1978 en Kassel) es un político alemán exmiembro del Partido Pirata de Alemania, antiguo representante del partido en el Abgeordnetenhaus de Berlín. Ideológicamente se define como liberal.

## Biografía
Baum fue uno de los fundadores del Partido Pirata en 2006. De 2008 a 2011 fue presidente del partido en Berlín.
Fue el candidato de su partido para las elecciones estatales de Berlín de 2011. El 27 de septiembre de 2011 fue elegido presidente del grupo parlamentario pirata en la Cámara de Representantes de Berlín. En una reunión especial el 22 de junio de 2012 Baum fue nuevamente, junto con Christopher Lauer, elegido para este cargo. Sin embargo, en 2013 no renovó su cargo.
El 10 de abril de 2015, Baum abandonó el Partido Pirata. Sin embargo, continuó siendo parte del grupo parlamentario del partido en calidad de independiente. 
Perdió su escaño tras las Elecciones estatales de Berlín de 2016.